# Tipula kybele
Tipula kybele är en tvåvingeart som beskrevs av Mannheims 1968. Tipula kybele ingår i släktet Tipula och familjen storharkrankar. Inga underarter finns listade i Catalogue of Life.